# Fontaine-le-Puits
Fontaine-le-Puits – miejscowość i dawna gmina we Francji, w regionie Owernia-Rodan-Alpy, w departamencie Sabaudia. W 2013 roku jej populacja wynosiła 139 mieszkańców. 
W dniu 1 stycznia 2016 roku z połączenia dwóch ówczesnych gmin – Fontaine-le-Puits oraz Salins-les-Thermes – utworzono nową gminę Salins-Fontaine. Siedzibą gminy została miejscowość Salins-les-Thermes. 